# Chute d'Arsouf
La chute d'Arsouf, s'est passée fin mars 1265 quand Baybars, chef des Mamelouks, assiège la ville d'Arsouf, défendue par une forteresse avec 270 chevaliers hospitaliers.
À la fin du mois d'avril, la ville est prise mais la forteresse résiste toujours. Baybars réussit à convaincre les chevaliers de se rendre en échange de la vie sauve. Mais il ne tient pas parole, les fait prisonniers et les emmène en captivité.

### Articles externes
- Seigneurie d'Arsouf
- Bataille d'Arsouf
- Forteresse d'Arsouf